# Jadwiga Łopata
Jadwiga Łopata (ur. 21 stycznia 1954 w Bugaju) – polska działaczka społeczna, promotorka tradycyjnego i ekologicznego rolnictwa, aktywistka na rzecz ochrony środowiska i zachowania dziedzictwa kulturowego polskiej wsi. Absolwentka Uniwersytetu Jagiellońskiego (wydział mat-fiz-chem). W latach 1981–1983 kształciła się w Holandii w zakresie budowy holistycznego społeczeństwa. Mieszka w Stryszowie w województwie małopolskim, gdzie prowadzi Ekocentrum ICPPC – edukacyjne gospodarstwo ekologiczne.

## Działalność społeczna
Założycielka (w 1993 r.) i przez niemal 10 lat prezes polskiego oddziału stowarzyszenia Europejskiego Centrum Ekologicznego Rolnictwa i Turystyki w Polsce (ECEAT)
. W 2000 r. wspólnie z Julianem Rose powołała Międzynarodową Koalicję dla Ochrony Polskiej Wsi (ICPPC), której siedzibą jest Ekocentrum ICPPC – gospodarstwo edukacyjne w Stryszowie. Projekt ten został uhonorowany m.in. nagrodami Energy Globe National Award 2011 oraz „Eko-Liderzy 20-lecia”.
W wyniku jej projektów powstała sieć gospodarstw ekologicznych na terenie całej Polski. Współzałożycielka Koalicji Polska Wolna od GMO, Stowarzyszenia Polska Wolna od GMO, portalu Do Prawdy, Koalicji TAK dla Żywności od Polskich Rolników oraz Koalicji Polska Wolna od 5G. Koordynowała szereg kampanii i projektów, takich jak: Polska Wolna od GMO, Tradycyjne Nasiona Naszym Dziedzictwem oraz Bezpośrednio od Rolnika. Aktywnie uczestniczyła również w licznych konferencjach i protestach w Londynie i Brukseli.
W latach 2009–2019 aktywnie uczestniczyła jako przedstawicielka strony społecznej w pracach Sejmowych Komisji Rolnictwa oraz Komisji Ochrony Środowiska, zabiegając o tworzenie prawa służącego polskim rolnikom, konsumentom, środowisku naturalnemu oraz suwerenności żywnościowej Polski.
Autorka wielu publikacji, m.in.: Ekoturystyka w gospodarstwach ekoturystycznych 1993–2001 (wersja polska i angielska), Rozwój ekologicznej świadomości (1996), Ekospółdzielnie – nowe spojrzenie na spółdzielczość (1997), Obronić polską wieś (2000–2002), Ani my Lachy, ani my Górale (2002), Tradycyjne Nasiona – Nasze Dziedzictwo i Skarb Narodowy (2008).
Zajmuje się także twórczością artystyczną – malowaniem obrazów z naturalnej wełny pochodzącej od alpak i owiec hodowanych w Ekocentrum ICPPC. Jak mówi, „malowanie wełną to moja pasja” – materiał ten, dzięki różnorodności faktur i kolorów, pozwala uzyskać unikalne efekty podczas procesu filcowania.
Z pasji: zielarka, ogrodniczka i artystka.

## Odznaczenia i nagrody
- 1997 – przyjęta w szeregi międzynarodowej organizacji Ashoka – Innowatorzy dla Dobra Publicznego, zrzeszającej osoby, których działania prowadzą do systemowych zmian społecznych.
- 2001 – laureatka „2001 British Airways Tourism for Tomorrow Award” za projekt „Ekoturystyka w gospodarstwach rolnych”.
- 2002 – uhonorowana Nagrodą Goldmana[7], tzw. ekologicznym Noblem – największym na świecie wyróżnieniem dla działaczy na rzecz ochrony środowiska.
- 2008 – nagroda Człowieka Roku „Gazety Krakowskiej”[14]
- 2009 – Złoty Krzyż Zasługi – najwyższe państwowe odznaczenie za działania społeczne.
- 2016 – tytuł „Zasłużona dla Gminy Stryszów”[15]